# كاثرين بريليا
كاثرين بريليا (بالفرنسية: Catherine Breillat)‏ (و. 1948 – م) هي مخرجة سينمائية، وممثلة، وكاتبة، وروائية، وكاتبة سيناريو، وأستاذة جامعية من فرنسا.

## جوائز
حصلت على جوائز منها:
- قائد الفنون والآداب.

## وصلات خارجية
- كاثرين بريليا على موقع IMDb (الإنجليزية)
- كاثرين بريليا على موقع قاعدة بيانات الأفلام العربية
- كاثرين بريليا على موقع قاعدة بيانات الأفلام العربية
- كاثرين بريليا على موقع ألو سيني (الفرنسية)
- كاثرين بريليا على موقع ميوزك برينز (الإنجليزية)
- كاثرين بريليا على موقع أول موفي (الإنجليزية)
- كاثرين بريليا على موقع قاعدة بيانات الأفلام السويدية (السويدية)
- كاثرين بريليا على موقع إن إن دي بي (الإنجليزية)
- كاثرين بريليا على موقع قاعدة بيانات الفيلم (الإنجليزية)
- كاثرين بريليا على موقع كينوبويسك (الروسية)